# Начальный свод
«Начальный свод» — реконструируемая русская летопись, составившая основу «Повести временных лет» и Новгородской первой летописи. Гипотеза «Начального свода», летописи более ранней, чем древнейшая известная русская летопись, «Повесть временных лет» (начало XII века), призвана объяснить различия летописного текста в новгородских летописях и киевской «Повести временных лет». Гипотеза была выдвинута лингвистом А. А. Шахматовым и преобладает в современной науке.
По предположению Шахматова, «Начальный свод» был составлен в 1093—1095 годах игуменом Киево-Печерского монастыря Иоанном и отразился в более аутентичном виде не в ранней «Повести временных лет», в которой был подвергнут значительной переработке, а в новгородском летописании, в частности, сохранился в Новгородской первой летописи младшего извода XV века. Следы свода могут присутствовать также в Новгородской четвёртой и Софийской первой летописях XV века, в протографе которых, так называемом «Новгородско-Софийском своде» 1430—1440-х годов, использовались новгородские летописи.

## Концепция Шахматова
В науке первой половины XIX века преобладала точка зрения о «Повести временных лет» как летописи, составленной единолично Нестором, агиографом рубежа XI—XII веков, монахом Киево-Печерского монастыря, упомянутым в её позднем Хлебниковском списке (середины XVI века). Исследования Шахматова позволили отказаться от этого мнения. Согласно Шахматову, «Повести временных лет» предшествовала другая летопись, названная исследователем «Начальным сводом». В 1914 году Шахматов писал историку В. А. Пархоменко: «Главный вопрос нашей историографии — отношение Повести временных лет и Новгородского 1-го летописного свода».
По гипотезе Шахматова, первая русская летопись, названная им «Древнейшим сводом», была составлена при Киевской митрополичьей кафедре в 1039 году (по М. Д. Присёлкову — в 1037 году). По Шахматову, «Древнейший свод» был составлен в период становления Киевской митрополичьей кафедры (конец 1030-х годов) и прерван в связи с русско-византийской войной 1043 года. Шахматов и А. Н. Насонов предполагали, что начало этой летописи следовало византийскому образцу — «от Адама». Шахматов считал, что «Древнейший свод», как и реконструируемый им древний Новгородский свод, начинался с главки «Начало земли Русьсте» — подобная имеется в Новгородской первой летописи.
В 1070-х годах «Древнейший свод» был продолжен и дополнен монахом Никоном, одним из основателей Киево-Печерского монастыря. По Шахматову, Никон вводит отсутствующую в «Древнейшем своде» историографическую конструкцию, согласно которой русские киевские ведут свой род от призванного новгородцами варяжского князя Рюрика. Этот рассказ заимствуется из древнего Новгородского свода.

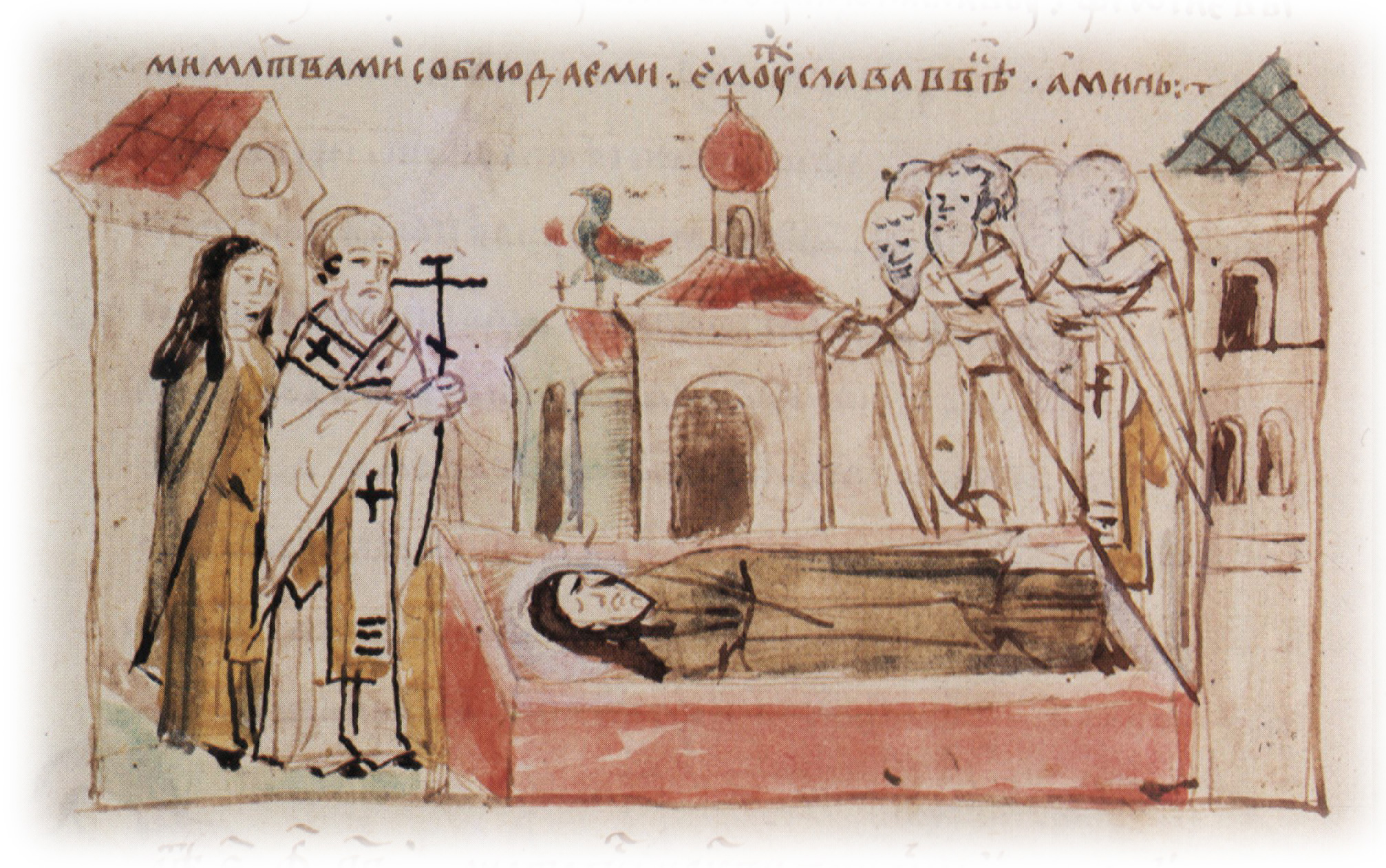
Игумен Иоанн и братия погребают черноризца Исакия. Миниатюра из Радзивилловской летописи, конец XV века

Летописный свод Никона, дополненный описанием событий до 1093 года включительно, лёг в основу «Начального свода», составленного, по предположению Шахматова, в 1093—1095 годах игуменом Киево-Печерского монастыря Иоанном. «Начальный свод» был составлен под впечатлением половецкого вторжения 1093 года и в обстановке размолвки Киево-Печерского монастыря с князем Святополком Изяславичем, поэтому для свода была характерна публицистическая заостренность, наиболее ярко выраженная во вводной части, где современным летописцу князьям, разорившим Русскую землю поборами, противопоставлены «древние князи и мужи их», которые «не собираху многа имения», заботились о своей земле, подчиняли окрестные страны и были щедрыми к дружине. Нынешние князья пренебрегали «старшей дружиной», «любили смысл юных». Предполагается, что эти идеи были переданы летописцу Яном Вышатичем, выражавшим интересы старшей дружины. Содержался также призыв прекратить междоусобицы и объединиться против половецкой угрозы.
Нестор, в 1110—1112 годах составивший первую редакцию «Повести временных лет», существенно переработал и дополнил «Начальный свод», углубил и расширил историографическую основу, ввёл русскую историю в рамки традиционной христианской историографии. История славян и Руси теперь рассматривалась в контексте всемирной истории, указывалось место славян среди других народов, происходящих от сыновей библейского Ноя. Кроме того, «Начальный свод» был дополнен изложением событий конца XI — начала XII века.
Рассказ «Начального свода» об основании Киева Нестор предварил обширным историко-географическим введением, содержащим таблицу народов. В летопись были включены извлечения из «Сказания о начале славянской письменности». Из перевода византийской Хроники Георгия Амартола добавлены сведения о различных народах и племенах. В изложении событий X—XI веков Нестор преимущественно следовал тексту «Начального свода», но включает новые материалы: тексты договоров Руси с Византией, новые подробности в рассказах о первых русских князьях из устных исторических преданий (рассказ о том, как княгиня Ольга хитростью овладела Искоростенем, юноша-кожемяка победил печенежского богатыря, старец спас осажденный печенегами Белгород). Добавлена заключительная часть «Повести временных лет».
В дальнейшем были созданы вторая редакция (1116) «Повести временных лет», отражённая в Лаврентьевской летописи и третья редакция (1118), отражённая в Ипатьевской летописи.
По мнению Шахматова, антикняжеская направленность «Начального свода» стала причиной того, что новгородские летописцы XV века (по мнению Д. С. Лихачёва — после 1136 года) заменили текст «Повести временных лет» в начале новгородской летописи («Софийского временника») на текст «Начального свода», в результате лучше сохранившийся в составе Новгородской первой летописи младшего извода, в котором он отразился в начальной его части, до 1016 года, и в статьях 1053—1074 годов: один из списков «Начального свода» был использован составителем новгородского Софийского временника 1433—1434 годов (Лихачёв относил его к середине XII века), ставшего основой как Свода 1448 года, отражённого  в Софийской первой и Новгородской четвертой  летописях), так и Новгородской первой летописи. В ряде случаев «Начальный свод» через посредство Софийского временника лучше отражён в Своде 1448 года.
Гипотеза Шахматова о «Начальном своде» в основных своих чертах была поддержана многими его последователями — М. Д. Присёлковым, Л. В. Черепниным, А. Н. Насоновым, Д. С. Лихачёвым, Я. С. Лурье, О. В. Твороговым и др. Согласно текстологическому анализу, проведённому Твороговым, «Повесть временных лет» вторична в сравнении с Новгородской первой летописью младшего извода, что подтверждает гипотезу Шахматова.
М. П. Присёлков (1945) считал, что в начале XV века редактором новгородского владычного свода был найден «киевский свод XIII века», включавший «Начальный свод» 1093 года. Среди материалов, присоединённых к «Начальному своду», по мнению учёного, находилась и Краткая редакция Русской Правды. Редактор поместил её на надлежащее место, в статью 1016 года. А. А. Зимин также предполагал, что Краткая Правда читалась в «Начальном своде». Из этого свода она была заимствована в (также гипотетический) новгородский «свод Всеволода Мстиславича» 1130-х годов, а в XV веке — редактором Новгородской первой летописи младшего извода.
А. А. Гиппиус считает наиболее обоснованным звеном построения Шахматова реконструкцию в качестве прямого предшественника «Повести временных лет» киевского «Начального свода» 1090-х годов, который отразился в древнейшей (до 1015) части Новгородской первой летописи младшего извода. Более ранние стадии истории текста «Повести временных лет», по его мнению, восстанавливаются лишь гипотетически.
Гиппиус (1997) различает два этапа развития начального новгородского летописания, сформировавшие корпус известий за XI век. По мнению учёного, на основе «Начального свода» с продолжением по 1115 год в 1110-х годах создаётся княжеский свод Всеволода Мстиславича. В качестве дополнительного источника был использован «новгородский свод XI века». Около 1132 года княжеская летопись перешла в ведение епископа и в конце 1160 годов была существенно пересмотрена. Синодальный список Новгородской первой летописи отразил новгородский свод до его редактирования в 1160-х годах, а младший извод Новгородской первой летописи — свод после этого редактирования.

## Другие гипотезы
Литературовед В. М. Истрин (1921) предложил другое объяснение отличиям летописного текста в новгородских летописях и «Повести временных лет». По мнению учёного, новгородские летописцы сократили «Повесть временных лет», текст которой первичен относительно новгородских летописей. Однако Истрин использовал только одну группу доказательств (текст, согласно Шахматову, вставленный в «Повесть временных лет», он считал, напротив, пропусками в Новгородской первой летописи), не объяснив всех взаимоотношений двух летописей.
Н. К. Никольский (1930) и С. А. Бугославский (1941) также выступали против гипотезы «Начального свода». Бугославский, считая первичной «Повесть временных лет», не рассматривал, однако, взаимоотношений всех сопоставимых фрагментов летописей, соотношений летописных сводов с хронографическими источниками и не показал, как именно происходил предполагаемый им процесс сокращения «Повести временных лет».
М. X. Алешковский (1967) отождествил первую редакцию «Повести временных лет» с «Начальным сводом» и полагал, что она сохранилась в Новгородской первой летописи, в то время как Лаврентьевская, Радзивиловская и Ипатьевская летописи отражают третью редакцию «Повести временных лет».
А. Г. Кузьмин отрицал существование «Начального свода», однако его работа лишена текстологического анализа и направлена преимущественно на опровержение норманской теории.
Т. Л. Вилкул (2003) пересмотрела гипотезу «Начального свода», создав сравнительно простую стемму происхождения текста Новгородской первой летописи младшего извода за X—XI века как результата непосредственной компиляции текста «Повести временных лет» и Синодального списка Новгородской первой летописи.
В 1850—1860-х годах появилась концепция, согласно которой русское летописание возникло в форме анналистических заметок, а затем подверглось поэтапной нарративизации (М. И. Сухомлинов, И. И. Срезневский и др.). В настоящее время в трудах ряда исследователей (В. Ю. Аристов, Т. В. Гимон, А. А. Гиппиус, А. П. Толочко) эта теория возрождается. Согласно взглядам этих учёных, русское летописание возникло в Киеве на рубеже X и XI веков и велось в виде коротких анналов вплоть до создания «Повести временных лет». Погодные записи были краткими, фактографичными, в них отсутствовали сложные нарративные конструкции. С течением времени повышалась их точность, появились точные даты, увеличивался объём сведений, расширялась тематика, делались нарративные вставки и дополнения.
Алан Тимберлейк (2001) предположил, что «Начальный свод» после его завершения в 1091 году пополнялся погодными записями вплоть до момента создания на его основе «Повести временных лет». Гиппиус (2007) соглашается с Тимберлейком, предполагая вслед за ним, что анналистическое продолжение «Начального свода» вошло в «Повесть временных лет» без изменений.
На основании этих взглядов А. П. Толочко отвергает идею присутствия Краткой Правды в «Начальном своде».
В. Я. Петрухин отмечает, что для многих средневековых, в том числе византийских и славянских хроник, было характерно начинать историю своего народа с всемирной (библейской) истории. В отличие от них в Новгородской первой летописи, введение которой в реконструкции Шахматова считается введением к «Начальному своду», речи о библейских событиях нет вовсе. Кроме того, «Начальный свод», составлявшийся в Киеве, в своём введении провозглашал первенство не Киева, а Новгорода («преже Новгородчкая волость и потом Кыевская»). Д. С. Лихачёв и А. А. Гиппиус предполагали, что это вставка. Во введении к Новгородской первой летописи приводится похвала старым князьям, которые «отбараху Руския земле», а ныне «За наше несытовство навел Бог на ны поганыя, а и скоты наши и села ныша и имения за тем суть». По мнению Петрухина, здесь речь не о событиях времён составления «Начального свода» (в «Повести временных лет» под 1093 годом рассказывается о том, как Всеволод, а затем Святополк полюбили «смысл уных» и Бог попустил поганых, половцев — в Новгородской первой летописи этого повествования нет), а о татаро-монгольском нашествии, поскольку села и имения «остались за погаными», а под 1239 годом в обеих летописях имеется близкий с введением текст. Новгородское введение соответствует периоду взятия Царьграда фрягами в 1204 году и произошедшего немного позднее татаро-монгольского нашествия. Погибли как греческая, так и русская земля, а Новгород уберегли Бог и святая София. Новгородский летописец XIII века под влиянием актуальных событий, связываемых с Божьим промыслом, заменил традиционное библейское введение на повествование о бедах Русской земли. Тексты, восходящие к единому источнику, возможно, Хронографу по великому изложению 1090-х годов, цитирующему ветхозаветный апокриф «Книгу Юбилеев» II века до н. э., ещё неизвестный Шахматову, присутствуют в разных частях «Повести временных лет»: космографическом введении, «Речи философа», повествовании о сыновьях Ярослава Мудрого. Причём два последних имеются и в Новгородской первой летописи. На этом основании Петрухин предполагает, что введение «Начального свода» выглядело не как в Новгородской первой летописи, а было близко к введению в «Повести временных лет» и рассказывало о расселении сыновей Ноя, в том числе славян. По мнению Петрухина, в реконструкции Шахматовым «Древнейшего свода» и свода Никона, сближаемых с текстами из Новгородской первой летописи, ряд мест неясен вне контекста «Повести временных лет». Так, главка о «Начало земли Русьсте» в «Древнейшем своде» (и близкая в Новгородской первой летописи) предваряла несвязанные с ней фрагмент космографического введения и рассказ о Кие. Сказания о призвании варягов, повествующего о происхождении руси, по Шахматову, в этом своде ещё не было. Но в таком случае неясно, к чему относилась главка.

## Значение
По оценке О. В. Творогова, гипотеза «Начального свода» стала важнейшим этапом в изучении истории раннего русского летописания, а также свидетельствовала о больших возможностях шахматовского метода изучения текстов.